# Сант-Анджело-Ломеллина
Сант-Анджело-Ломеллина (итал. Sant'Angelo Lomellina) — коммуна в Италии, находится в регионе Ломбардия, в провинции Павия.
Население составляет 814 человек (2008), плотность населения составляет 81 чел./км². Занимает площадь 10 км². Почтовый индекс — 27030. Телефонный код — 0384.
Покровителем коммуны почитается святой архангел Михаил, празднование во второе воскресенье сентября.

## Демография
Динамика населения:

## Администрация коммуны
- Официальный сайт: http://www.comune.santangelolomellina.pv.it